# Przedwarężyn
Przedwarężyn – nieoficjalny przysiółek wsi Warężyn w Polsce położony w województwie śląskim, w powiecie będzińskim, w gminie Siewierz.
Miejscowość wchodzi w skład sołectwa Warężyn.
W latach 1975–1998 miejscowość administracyjnie należała do województwa katowickiego.
W okolicy wsi przebiega droga krajowa nr 86 będąca częścią Gierkówki.